# Rama Lama Ding Dong
Rama Lama Ding Dong ist ein Doo-Wop-Song der US-amerikanischen Musikgruppe The Edsels aus dem Jahre 1958, der zu den bekanntesten Vertretern dieses Genres gehört, obwohl ihm nie große Hitparadenerfolge zuteilwurden.

## Entstehungsgeschichte

Label der Single Rama Lama Ding Dong von Dub Records mit dem Druckfehler Lama Rama…, 1958

Der Song wurde von George Jones Jr. während seines Militärdienstes komponiert und getextet. Nach Beendigung ihrer Dienstzeit bei der U. S. Air Force 1957 gründeten George Jones (Leadsänger) und James Reynolds (zweiter Tenor) in Campbell (Ohio) die Doo-Wop-Band The Edsels, benannt nach einer Automarke des Ford-Konzerns. Als weitere Mitglieder des Gesangsquintetts wurden Larry Green (erster Tenor), dessen Bruder Harry Green (Bariton) und Marshall Sewell (Bass) rekrutiert. Schon bei ihren ersten Auftritten spielten sie Rama Lama Ding Dong.
Es gilt als gesichert, dass die Edsels den Song bereits 1957 aufgenommen haben und nicht erst 1958. Die Aufnahme wurde von dem kleinen Plattenlabel Dub Records in Little Rock (Arkansas) irrtümlicherweise unter dem Titel Lama Rama Ding Dong im Juni 1958 veröffentlicht (Dub #2843), blieb jedoch ohne jegliche Hitparadenresonanz.

## Später Erfolg

Label der Single Rama Lama Ding Dong von Twin Records, 1961

Single Rama Lama Ding Dong, deutsche Pressung von Metronome, 1961

Der Doo Wop erlebte 1961 eine Renaissance; ältere, seinerzeit erfolglose Aufnahmen wurden ausgegraben, neu aufgelegt, und einige davon stiegen nun in die Charts ein. Genau das passierte auch mit Rama Lama Ding Dong. Als die Marcels im Februar 1961 den Richard Rodgers/Lorenz-Hart-Klassiker Blue Moon als Doo-Wop-Titel herausbrachten, erlangte Rama Lama Ding Dong erstmals Aufmerksamkeit. Ein Radio-DJ in New York erinnerte sich an diesen Titel, weil er ähnlich arrangiert war und mit einem vergleichbar komischen Intro begann wie auch Blue Moon. Im April 1961 wurde der Titel bei Twin #700 erneut veröffentlicht und erreichte Rang 21 der US-Pophitparade. Im Mai 1961 zog das Originallabel Dub Records nach und veröffentlichte den Song drei Jahre nach seiner Erstveröffentlichung nochmals. In Deutschland erschien der Titel im gleichen Jahr auf dem schwedischen Label Metronome Records.
Wie bei der musikalischen Stilbezeichnung Doo Wop handelt sich musiktechnisch auch bei dem Titel „Rama Lama Ding Dong“ um Onomatopoesie, also die Imitation von Instrumenten- oder anderen Geräuschen durch die menschliche Stimme. Titel oder Text waren im Doo Wop häufig als Onomatopoesie angelegt (Sha-Na-Na, Ooby-Dooby). Die markante Lautfolge „Rama Lama Ding Dong“ wurde in mehreren anderen Songs zitiert. In dem Novelty-Hit Who Put the Bomp von Barry Mann, dessen Ironie auf dem Gebrauch damals populärer Doo-Wop-typischer Nonsens-Silben basiert, taucht auch „Rama Lama Ding Dong“ auf. Im Musical Grease ist „Rama Lama Ding Dong“ als Zitat in dem Song We Go Together zu hören.

## Coverversionen
Im April 1973 nahm die US-Gruppe Sha Na Na die erste Coverversion von Rama Lama Ding Dong für ihre LP The Golden Age of Rock & Roll auf. Im Dezember 1978 coverte die britische Band Rocky Sharpe and the Replays den Titel und landete damit auf Rang 17 der britischen Hitparade. In dieser Version ist der Song im deutschen Sprachraum nach wie vor populär. Unter anderem wurde und wird er bei Fußballspielen nach einem Tor angespielt, beispielsweise in den Stadien des VfL Wolfsburg und der Wiener Austria, oder auch im Eishockey wie bei den Kassel Huskies, Iserlohn Roosters, Hannover Scorpions oder EHC Neuwied, sowie im American Football bei den Munich Cowboys.
1978 erschien unter dem Label Crystal eine weitere Version von der deutschen Gruppe Kool Cad & The Tailfins. Im Januar 1980 wurde Rama Lama Ding Dong in einer Folge der Muppet Show von einem Schäfer und seiner Schafherde interpretiert. DJ Ötzi veröffentlichte im Februar 2003 unter dem Titel Ramalamadingdong eine weitere Coverversion. Die Aufnahme erreichte Platz 37 der österreichischen Charts.

## Chartplatzierungen
| Jahr | Interpret                    | Chartpositionen | Chartpositionen | Chartpositionen | Chartpositionen | Chartpositionen | Anmerkung                                  |
| Jahr | Interpret                    | DE              | AT              | CH              | UK              | US              | Anmerkung                                  |
| ---- | ---------------------------- | --------------- | --------------- | --------------- | --------------- | --------------- | ------------------------------------------ |
| 1961 | The Edsels                   | -               | -               | -               | -               | 21              |                                            |
| 1978 | Rocky Sharpe and The Replays | 37              | 11              | 7               | 17              | -               | in Österreich: Eintritt in die Charts 1980 |
| 2003 | DJ Ötzi                      | -               | 37              | -               | -               | -               |                                            |